# Mami Yoshida
Pour les articles homonymes, voir Yoshida.
Mami Yoshida (吉田 真未, Yoshida Mami) est une ancienne joueuse de volley-ball japonaise née le 5 juin 1986 à Saigawa (Préfecture de Fukuoka). Elle mesure 1,58 m et jouait au poste de libero. Elle a totalisé 5 sélections en équipe du Japon. Elle a mis un terme à sa carrière de volleyeuse professionnelle en mai 2014.

## Clubs
| Club                     | De        | À         |
| ------------------------ | --------- | --------- |
| Hakata Girls' Highschool |           | 2004-2005 |
| Pioneer Red Wings        | 2005-2006 | 2013-2014 |

## Palmarès
- V Première Ligue
  - Vainqueur : 2006.
- Coupe de l'impératrice
  - Finaliste : 2008.